# إدغار مالاكيان
إدغار مالاكيان (22 سبتمبر 1990 بيريفان في أرمينيا - ) هو لاعب كرة قدم أرمني في مركز الوسط. شارك مع منتخب أرمينيا الوطني تحت 19 سنة لكرة القدم ومنتخب أرمينيا تحت 21 سنة لكرة القدم ومنتخب أرمينيا لكرة القدم. أما مع النوادي، فقد لعب مع ألاشكرت وبيونيك يريفان وفيكتوريا بلزن ونادي بانانتس ونادي شيراك وFC Stal Kamianske ‏ وSK Dynamo České Budějovice ‏.

## وصلات خارجية
- إدغار مالاكيان على موقع الاتحاد الأوربي (الإنجليزية)
- إدغار مالاكيان على موقع قاعدة بيانات كرة القدم.إي يو (الإنجليزية)
- إدغار مالاكيان على موقع ناشيونال فوتبول تيمز (الإنجليزية)
- إدغار مالاكيان على موقع Soccerway.com (الإنجليزية)
- إدغار مالاكيان على موقع عالم كرة القدم.نت (الإنجليزية)
- إدغار مالاكيان على موقع AS.com (الإسبانية)